# Hovinsaari (île)
Pour les articles homonymes, voir Hovinsaari.
Hovinsaari  est une île longue et étroite de la ville de Kotka dans le golfe de Finlande. 
Elle est située dans l'estuaire de la rivière Kymijoki. 

## Description
L'île comprend les quartiers de Hovinsaari, Metsola, Korela, Jylppy et de Kyminlinna.
L'île de Hovinsaari compte 5086 habitants (31 décembre 2011).
Au nord de Hovinsaari passent la  nationale 15 et la voie ferrée de Kotka qui se terminent au sud au centre de Kotka et la nationale 7.
Dans la partie la plus septentrionale de l'île se trouve la forteresse de Kymi. 
À l'est de Hovinsaari se trouve le port de Hietanen.

## Galerie

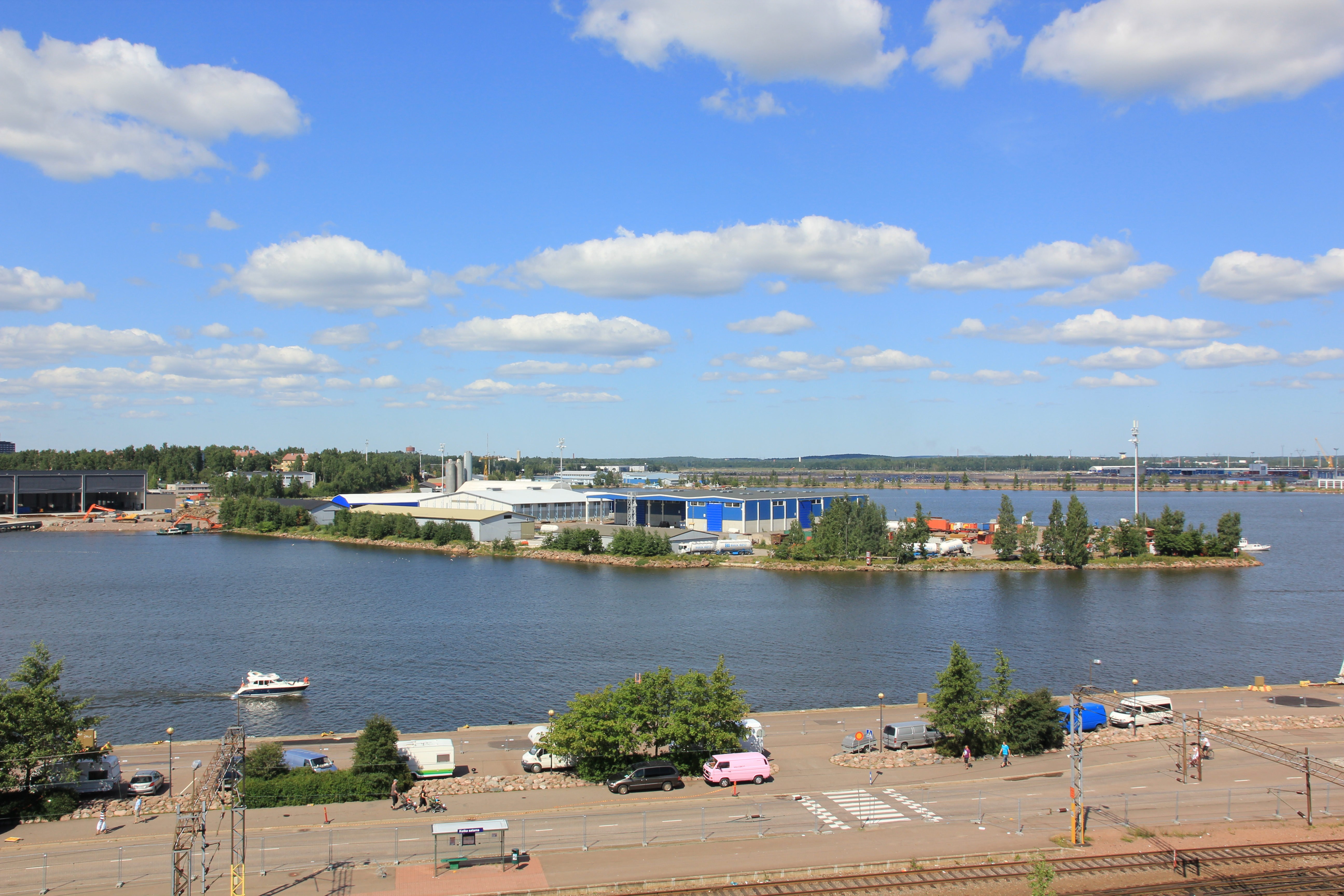
Hovinsaari et le port de Hietanen.